# Bankdag
En bankdag er en dag hvor en bank er åben, dvs. en almindelig hverdag med undtagelse af lørdag. Udover weekender og helligdage, er der en række overenskomstmæssige fridage, som f.eks. 5. juni (Grundlovsdag), 24. december (juleaftensdag) og 31. december (nytårsaftensdag), hvor bankerne også holder lukket. Dagen efter Kristi Himmelfartsdag er også en lukkedag.

## Lukkedage

### 2022
14. april: Skærtorsdag
15. april: Langfredag
18. april: 2. Påskedag
13. maj: Store bededag
26. maj: Kristi himmelfartsdag
27. maj: Banklukkedag
6. juni: 2. Pinsedag
26. december: 2. juledag
2023
6. april: Skærtorsdag
7. april: Langfredag
10. april: 2. Påskedag
5. maj: Store bededag
18. maj: Kristi himmelfartsdag
19. maj: Banklukkedag
29. maj: 2. Pinsedag
5. juni: Banklukkedag
25. december: Juledag
26. december: 2. juledag 